# Matutum
Der Matutum ist ein Vulkan auf der Insel Mindanao auf den Philippinen. Er liegt 15 Kilometer nördlich der Stadtgemeinde Polomolok, South Cotabato und etwa 30 Kilometer nordnordwestlich der Stadt General Santos. An der Nordostflanke des Berges liegt eine der Quellen des Buayan Rivers, der die Region um den Matutum zur Bucht von Sarangani entwässert. 

## Vulkanismus
Der Matutum gehört zu den 22 aktiven Vulkanen der Philippinen und liegt innerhalb des sogenannten Pazifischen Feuerrings. Er ist ein Schichtvulkan mit einer Höhe von 2.286 Metern und einem Basisdurchmesser von 25 Kilometer. Am Vulkangipfel hat sich ein 320 Meter breiter und 120 Meter tiefer Krater ausgebildet.
Berichte über eine phreatische Explosion am 7. März 1911 werden als nicht gesichert eingestuft. Der letzte gesichert bekannte Ausbruch wird anhand der Radiokarbonmethode in das späte 13. oder frühe 14. Jahrhundert datiert.

## Mount Matutum Protected Landscape
Das Landschaftsschutzgebiet Mount Matutum Protected Landscape wurde am 25. März 1995 deklariert mit der Ratifizierung des Präsidentenerlasses 552 unter Fidel Ramos. Das Schutzgebiet umfasst eine Waldfläche von 14.000 Hektar, wovon 3.000 Hektar zum Kernbestand zählen. Es umfasst ein Höhenband von 1.290 bis 2.270 Meter über dem Meeresspiegel und wird als Bergwald klassifiziert. 
Das Schutzgebiet um den Berg ist ein wichtiges Rückzugsgebiet des Mindanaolori (Trichoglossus johnstoniae), des Graubrust-Mistelfresser (Dicaeum proprium), der Bartlett-Dolchstichtaube (Gallicolumba criniger) und des Affenadlers (Pithecophaga jefferyi). Der Matutum-Rotbrust-Grundschnäpper (Ficedula hyperythra matutumensis) ist gar endemisch am Matutum. Es sind insgesamt 110 Pflanzen- und 57 Tierarten am Matutum gefunden worden.

## Quelle
- Mount Matutum Protected Landscape auf der UNESCO Tentative List
- BirdLife International: Mount Matutum. Abgerufen am 17. Januar 2022.